# Вагинално течение
Вагиналното течение е смес от течност, клетки и бактерии, които смазват и защитават вагината. Тази смес се произвежда постоянно от влагалищните клетки и маточната шийка и се извежда от организма през вагиналния отвор. Съставът, количеството и качеството на течението варира между жените и зависи от различните етапи на полово и репродуктивно развитие. Обичайното вагинално течение може да има тънка и водниста или гъста и лепкава консистенция. Може да бъде прозрачно или бяло на цвят. Нормалното вагинално течение може да се отделя в големи количества, но обикновено няма силна миризма и не води до сърбеж или болка. Докато най-често то представлява обикновеното функциониране на тялото, някои промени в течението могат да бъдат индикатори за инфекция или други патологични процеси. Сред причинителите на промени във вагиналното течение са: вагинална кандидоза, бактериална вагиноза и болести, предавани по полов път. Характеристиките на необичайното вагинално течение могат да включват промяна в цвета, лоша миризма, сърбене, парене, болка.

## Нормално течение
Нормалното вагинално течение е съставено от цервикална слуз, вагинална течност, вагинални и маточни клетки и бактерии.
По-голямата част от течението е слуз, произведена от маточните жлези. Останалото е трансудат от влагалищните стени и секрет от жлезата на Скийн и Бартолиновата жлеза. Твърдите съставки са епителни клетки от вагиналната стена и шийката на матката, както и някои от бактериите, които живеят във вагината. Бактериите, обитаващи влагалището, при нормални обстоятелства не причиняват болести. Всъщност, те защитават жената от други инфекциозни и враждебни бактерии, произвеждайки вещества като млечна киселина и перхидрол, които възпрепятстват растежа на другите бактерии. Бактериалният състав във влагалищната флора може да варира, но най-често в него преобладават лактобацилите. Обикновено, в милиметър вагинално течение се съдържат между 108 и 109 бактерии.
Нормалното вагинално течение е прозрачно, бяло или мръснобяло. Консистенцията му може да варира от подобна на мляко до подобна на крем, а миризмата му обикновено е слаба или никаква. По-голямата част от течението се събира в най-дълбоката част на влагалището и излиза от него с течение на времето. Обичайната жена в репродуктивна възраст произвежда около 1,5 грама (половин или цяла чаена лъжичка) вагинално течение на ден. По време на сексуална възбуда или полов акт, количеството течност във вагината се увеличава, тъй като кръвоносните съдове около вагината се изпълват, което на свой ред води до увеличаване на обема трансудат от влагалищните стени. Трансудатът има неутрално pH, така че увеличеното му производство може да доведе до по-неутрално вагинално pH.
Съставът и количеството вагинално течение се променя, докато индивидът преминава през различни етапи на полово и репродуктивно развитие. Преди настъпването на пубертета, вагиналният секрет е в минимални количества. С настъпването на пубертета, започва и произвеждането на хормона естроген в яйчниците. До 12 месеца преди появата на менархе вагиналното течение се увеличава и променя състава си.
Количеството и консистенцията на вагиналното течение се променя в хода на менструалния цикъл. В дните след менструация, то е малко, гъсто и лепкаво. С наближаването на овулацията, покачващите се нива на естрогена водят до увеличение на течението. По това време то може да промени цвета и консистенцията си, ставайки по-прозрачно и по-еластично. От края на овулацията до началото на менструацията количеството на секрета отново намалява.
По време на бременност, обемът на вагиналния секрет се увеличава в резултат на повишените нива на естроген и прогестерон в организма.
Менопаузата води до спад на нивата на естроген, влагалището се връща в състояние, подобно на това преди пубертета. Това е нормално, но може да доведе до симптоми на сухота и болка по време на секс с проникване.

## Необичайно течение
Необичайно течение може да настъпи при ред състояния, включително инфекции, дисбаланс на влагалищната флора или на pH. Възможно е необичайното течение да няма явна причина. Диагностицирането на причината за такова течение може да е трудна задача. Обикновено за целта се използват калиев хидроксид или анализ на вагиналното pH. Когато необичайното течение е придружено от парене, сърбеж и възпаление на вулвата, тогава става въпрос за вагинит. Най-честите причини за патологично вагинално течение при юношите и възрастните са вагинална кандидоза, бактериална вагиноза и болести, предавани по полов път. Причините за необичайно вагинално течение при момичетата преди пубертета могат да са различни от тези при възрастните и често са свързани с фактори на начина на живот като дразнене от сапуни или тесни дрехи. Момичетата преди пубертет имат по-тънка вагина (поради липсата на естроген), с различна микрофлора, а вулвата им не е окосмена – тези черти правят вагината при тях по-склонна към бактериална инфекция.